# 華不魅
華不魅（かずみ、10月7日 - ）は、日本の女性漫画家。愛知県名古屋市出身。血液型はO型。主に『WINGS』（新書館）などで活躍。

## 経歴と作風
1988年から同人活動を始め、1989年、『PATSY』4号（青磁ビブロス）「魔物の王国」で商業誌デビュー。その後『ファンタジーDX（ふぁんデラ）』（角川書店）、『WINGS』などで連載していたが、1997年頃体調を崩し休筆。2006年頃より未完作品の執筆を再開している。
ペンネームは本名の当て字で「華（はな）も魅（み）も不（ない）」の意。作風は伝奇的かつSF的。

## 作品リスト

### 単行本（コミック）
- 鉄錆廃園（1990年 - 休載、PATSY、ビブロス、既刊6巻）
- 鉄錆廃園 愛蔵版（WINGS COMICS、新書館、全4巻）
- 一天四海（あすかコミックスDX、角川書店、全3巻）
- 夜光雲（あすかコミックスDX、角川書店、全3巻）
- GLAMOROUS GOSSIP（1993年 - 休載中、WINGS、新書館、既刊5巻）